# Sd.Kfz. 250
Le Sd.Kfz. 250  (Sonderkraftfahrzeug 250) était un semi-chenillé blindé léger, utilisé par la Wehrmacht de 1940 à 1945.
Ressemblant au Sd.Kfz. 251, il possédait quatre axes de roues en contact avec le sol, contre six pour le 251; il ne pouvait emporter qu'une tonne de charge contre 3 tonnes pour le 251 ; il transportait 6 hommes, conducteur compris, contre 12 pour le 251.
Le Sd.Kfz. 250 était utilisé principalement par les unités de reconnaissance, et se comportait mieux en tout-terrain que les véhicules à roues qu’il remplaçait, tels les Sd.Kfz. 222 et  Sd.Kfz. 231, mais il y était moins rapide (10 km/h contre 31 pour le Sd.Kfz. 231).
Il fut décliné en plusieurs versions, la plupart ne disposant pas de protection sur le haut du compartiment.

## Histoire
Un premier prototype est validé fin 1938, la production commençant en 1940. Le véhicule devait être susceptible d'effectuer des reconnaissances et d'apporter un appui feu direct à l'infanterie. Il fut donc décliné en plusieurs versions, et servit jusqu'à la fin de la Seconde Guerre mondiale.
Le modèle de base était un transport de troupes armé d'une ou deux mitrailleuses MG 34. Par la suite d’autres variantes furent pourvues de canons de 20 mm, 37 mm, et 75 mm court.
Plusieurs versions destinées à des usages particuliers furent aussi mises en service, tels le 250/3 et le 250/5 qui étaient des véhicules de commandement, disposant de moins de sièges mais équipés de postes émetteurs-récepteurs à longue portée. Ces véhicules étaient utilisés par certains officiers supérieurs comme véhicules de commandement personnel, le plus célèbre étant le 250/3 "Greif"  utilisé par Erwin Rommel au cours de la guerre du Désert.
Les premières versions, utilisées pour les transmissions ou comme véhicules de commandement, étaient pourvues de grandes antennes en « cadre de lit » facilement repérables de loin, ce qui en faisait des cibles privilégiées. Sur les versions plus tardives, le progrès aidant, furent adoptées des antennes fouets.
La version Sd.Kfz. 253 était entièrement fermée et utilisée pour l'observation d’artillerie.
La caisse de la version initiale du 250 était constituée de plaques accolées sur de multiples angles, formant de multiples inclinaisons, ce qui procurait une bonne protection contre les armes légères, mais compliquait sa fabrication. La seconde version mise en production (neue Art, « nouvelle version ») apparut fin 1943, et était fortement simplifiée en vue d’en accélérer l’assemblage. Dans les deux versions, le blindage ne pouvait arrêter que les tirs d’armes légères et les éclats d’artillerie.
Au total, 6 628 Sd.Kfz.250 furent produits[réf. à confirmer].

## Versions

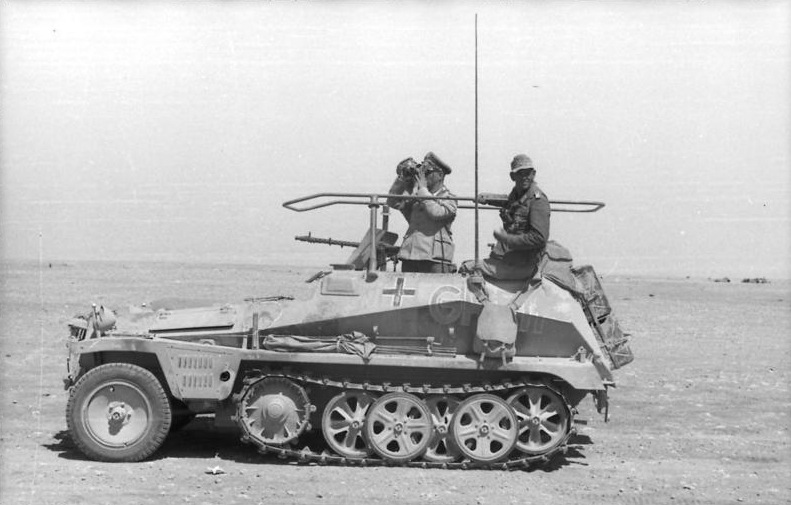
Sd.Kfz. 250/3 de commandement du maréchal Rommel (Afrique du Nord, juin 1942).

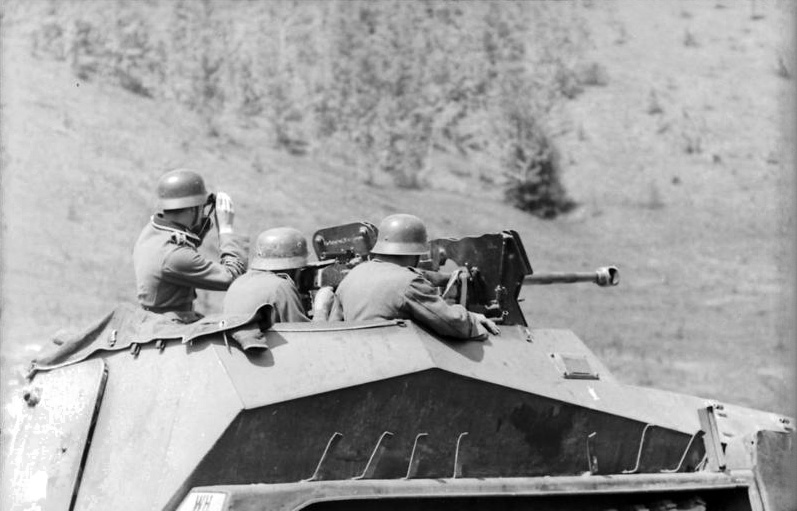
Détail d'un Sd.Kfz. 250/11 de la division Großdeutschland (Russie, septembre 1943)

- Sd.Kfz. 250/1 leichter Schützenpanzerwagen : Transporteur de troupes standard.
- Sd.Kfz. 250/2 leichter Fernsprechpanzerwagen : Pourvu d’un équipement de pose de câble.
- Sd.Kfz. 250/3 leichter Funkpanzerwagen : Véhicule de commandement, pourvu d’un équipement radio et d’une antenne aérienne en cadre de lit.
- Sd.Kfz. 250/4 : 
  - Sd.Kfz. 250/4 leichter Truppenluftschützenpanzerwagen: Version antiaérienne équipée d’une double mitrailleuse MG34. Cette version ne fut jamais mise en production.
  - Sd.Kfz. 250/4 leichter Beobachtungspanzerwagen : Véhicule d’observation pour un détachement de Sturmgeschütze.
- Sd.Kfz. 250/5 leichter Beobachtungspanzerwagen: Version de commandement avec équipement radio supplémentaire.
- Sd.Kfz. 250/6 leichter Schützenpanzerwagen : Transporteur de munitions pour canons d’assaut.
  - Sd.Kfz. 250/6 Ausf. A : transportait 70 obus destinés au canon StuK 37 L/24 de 75 mm.
  - Sd.Kfz. 250/6 Ausf. B : transportait 60 obus destinés au canon StuK 40 L/48 de 75 mm.
- Sd.Kfz. 250/7: 
  - Sd.Kfz. 250/7 leichter Schützenpanzerwagen (schwerer Granatwerfer) : Équipé d’un mortier de 80 mm.
  - Sd.Kfz. 250/7 leichter Schützenpanzerwagen (Munitionsfahrzeug): Transporteur de munitions, transportait 60 obus destinés au mortier de 80 mm.
- Sd.Kfz. 250/8 leichter Schützenpanzerwagen (7,5 cm) : Version de support d’infanterie armée d’un canon KwK 37 L/24 de 75 mm et d’une mitrailleuse MG 34.
- Sd.Kfz. 250/9 leichter Schützenpanzerwagen (2 cm): Version de reconnaissance équipée d’un canon à haute cadence de tir KwK 38 de 20 mm avec une mitrailleuse coaxiale MG 34 ou MG 42 dans une tourelle basse, à dessus découvert, identique à la voiture blindée Sd.Kfz. 222 ou Sd.Kfz. 234/1.
- Sd.Kfz. 250/10 leichter Schützenpanzerwagen (3,7 cm PaK) : Véhicule de chef de patrouille de reconnaissance équipé d’un canon PaK 35/36 de 37 mm. Il s’agit du même canon que celui qui était utilisé en tant que modèle tracté au début de la guerre. Il ne disposait en principe pas d’un bouclier de protection et s’il en avait un, il s’agissait d’un petit.
- Sd.Kfz. 250/11 leichter Schützenpanzerwagen (schwere Panzerbüchse 41) : Véhicule équipé du canon anti-char sPzB 41 de 28 mm et d’une mitrailleuse MG 34.
- Sd.Kfz. 250/12 leichter Messtruppanzerwagen : Véhicule d’observation d’artillerie.
- Sd.Kfz. 252 leichter gepanzerter Munitionskraftwagen : transporteur de munitions pour Sturmgeschütze.
- Sd.Kfz. 253 leichter gepanzerter Beobachtungskraftwagen : véhicule d’observation avancée d’artillerie, équipé d’une caisse complètement fermée et de radios d’artillerie.

## Pour aller plus loin